# Харукі Торії
Харукі Торії (яп. 鳥居陽生, 7 серпня 2004, Одавара)  — японський голболіст і член японської чоловічої збірної команди. 
Член команди, яка виграла срібло в чоловічому турнірі на Азійських параіграх 2022 року. Олімпійський чемпіон літніх Паралімпійських іграх 2024 року.